# Theodor Rabenius
Olof Mathias Theodor Rabenius (født 25. august 1823 i Uppsala, død 24. februar 1892 sammesteds) var en svensk retslærd og nationaløkonom. Han var søn af Lars Georg Rabenius.
Rabenius blev student 1839, magister i filosofi 1845, cand. jur. 1850, docent i Uppsala 1851 og 1854 professor i Lund. Han var 1862—89 professor ved Uppsala Universitet, 1860—63 beskæftiget i justitsministeriet med lovudarbejdelse. Af hans grundige og klare forfattervirksomhed skal følgende afhandlinger nævnes: Om båtsmanhållet (1851), Om tionden (1853), Om beskattningens grunder (1862), Om eganderätten til grufvor (1863), Om näringsfrihetens utveckling (1867), Om lyxen (1868), de fire sidstnævnte i Uppsala Universitets årsskrift. Rabenius, som havde haft en væsentlig andel i søloven af 1864, udgav 1869 en Handledning vid föreläsningar i sjörätten. Hans hovedværk er den vægtige Handbok i Sveriges gällande förvaltningsrätt, I-III (1866, 1871, 1873, I bind i 2. oplag, 1875). Rabenius var en mangesidig interesseret mand, med udpræget æstetisk begavelse, navnlig på musikkens område.